# Teodor Koskenniemi
Fredrik Teodor Koskenniemi (ur. 5 listopada 1887 w Vihti, zm. 15 marca 1965 tamże) – fiński lekkoatleta długodystansowiec, mistrz olimpijski z 1920 z Antwerpii.
Na igrzyskach olimpijskich w 1920 w Antwerpii Koskenniemi startował w biegu na 5000 metrów oraz w biegu przełajowym. Na 5000 metrów zajął 4. miejsce, a w indywidualnej klasyfikacji biegu przełajowego był szósty. Bieg przełajowy rozgrywano również jako konkurencję drużynową. Do klasyfikacji drużynowej liczyły się miejsca trzech najlepszych zawodników danej reprezentacji. Finowie zajęli 1. (Paavo Nurmi), 3. (Heikki Liimatainen) oraz 6. miejsce (Koskenniemi), co dało im złoty medal drużynowo.